# Trets complexos

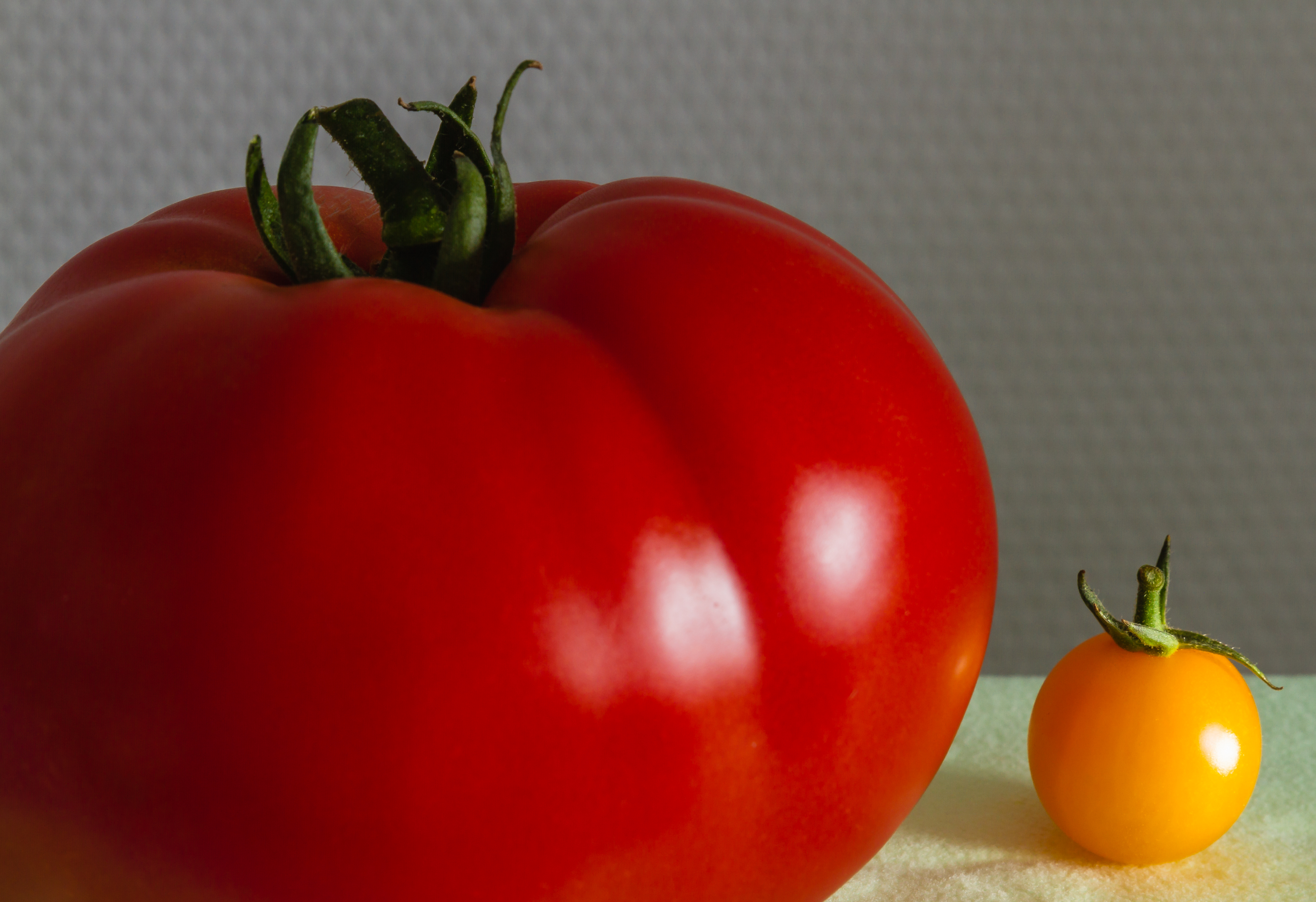
La mida d'un tomàquet és un exemple d'un tret complex.

Els trets complexos, també coneguts com a trets quantitatius, són trets que no es comporten d’acord amb simples lleis d'herència mendeliana. Més concretament, la seva herència no es pot explicar per la segregació genètica d'un sol gen. Aquests trets mostren una gamma contínua de variacions i estan influïts per factors ambientals i genètics. En comparació amb trets estrictament mendelians, els trets complexos són molt més comuns i, com que poden ser enormement poligènics, s'estudien emprant tècniques estadístiques com el mapatge QTL en lloc de mètodes de genètica clàssica. Exemples de trets complexos inclouen l'alçada, els ritmes circadians, la cinètica enzimàtica i moltes malalties, incloses la diabetis i la malaltia de Parkinson. Un dels principals objectius de la investigació genètica actual és comprendre millor els mecanismes moleculars mitjançant els quals les variants genètiques actuen per influir en trets complexos.

## Història
Quan el treball de Mendel sobre l'herència es va redescobrir el 1900, els científics van debatre si les lleis de Mendel podrien explicar la variació contínua observada per a molts trets. Un grup conegut com a biomètrics va argumentar que trets continus com l'alçada eren en gran part heretables, però no es podien explicar per l'herència de factors genètics mendelians únics. El treball de Ronald Fisher el 1918 va resoldre principalment el debat demostrant que la variació en els trets continus es podria explicar si múltiples factors d'aquest tipus contribuïen additivament a cada tret. No obstant això, el nombre de gens implicats en aquests trets va romandre indeterminat; fins fa poc, els locus genètics s'esperava que tinguessin mides d'efecte moderades i que expliquessin cadascun un percentatge d'heretabilitat. Després de la conclusió del Projecte Genoma Humà el 2001, semblava que la seqüenciació i el mapatge de molts individus permetrien aviat una comprensió completa de les arquitectures genètiques dels trets. Tanmateix, les variants descobertes mitjançant estudis d'associació del genoma complet representaven només un petit percentatge de l'heretabilitat prevista; per exemple, si bé es calcula que l'alçada pot ser heretable entre el 80 i el 90%, els primers estudis només van identificar variants que representaven el 5% d'aquesta heretabilitat. Les investigacions posteriors van demostrar que la majoria de les heretabilitats que falten podrien ser explicades per variants habituals que no tenien en compte els GWAS perquè les mides dels seus efectes baixaven dels llindars de significació; un percentatge més petit és explicat per variants rares amb mides d'efecte més grans, tot i que en certs trets com l'autisme, les variants rares tenen un paper més dominant. Tot i que s'han identificat molts factors genètics implicats en trets complexos, la determinació de les seves contribucions específiques als fenotips —específicament, els mecanismes moleculars mitjançant els quals actuen— continua sent un repte important.

## Metodes

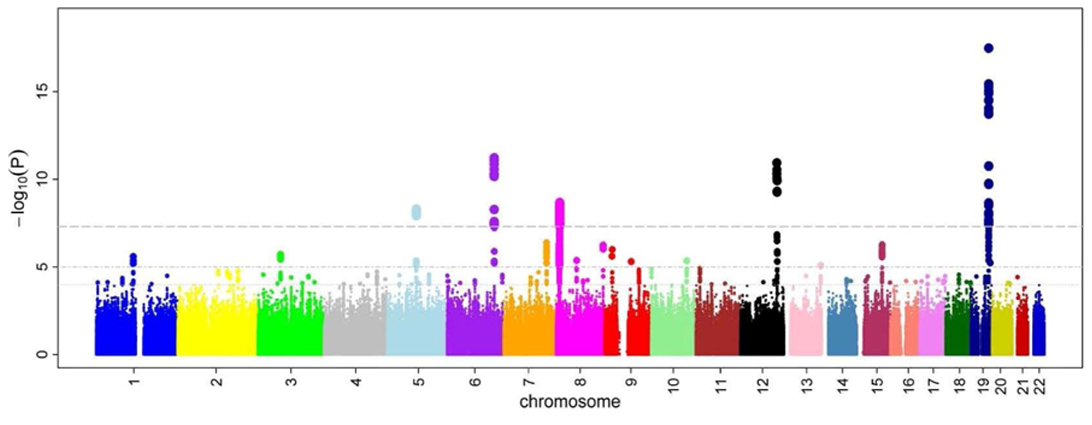
Un diagrama de Manhattan que mostra l'associació del genoma amb la microcirculació.

### Mapatge QTL
Un locus de caràcters quantitatius (QTL) és una secció del genoma associada a la variació d'un tret quantitatiu o complex. Per identificar els QTL, el mapatge QTL es realitza en individus amb diferents genotips. En primer lloc, el mapatge implica la Seqüenciació total del genoma o el genotipatge de molts locus marcadors al llarg del genoma; després, es mesuren els fenotips d'interès. Per exemple, els nivells d'expressió de diferents gens del genoma són un fenotip mesurat habitualment (els locus associats s'anomenen eQTL). A cada locus, els individus s'agrupen pel seu genotip i es realitzen proves estadístiques per determinar si els valors de trets mesurats d'un grup difereixen significativament de la mitjana global de tots els grups. Els locus identificats poden no ser QTL en si mateixos, però és probable que es trobin en un desequilibri de lligament, i per tant, s'associen fortament amb els locus que realment influeixen en el tret.

### Estudi d'associació del genoma complet
Un estudi d'associació del genoma complet (en anglès, GWAS: Genome-wide association study) o WGAS (Whole genome association study) és un mètode similar al mapatge QTL utilitzat per identificar variants associades a trets complexos. El mapatge d'associació es diferencia del mapatge QTL principalment perquè els GWAS només es realitzen amb poblacions d'aparellament aleatori; com que es proven tots els al·lels de la població al mateix temps, es poden comparar múltiples al·lels a cada locus.

## Arquitectura genètica de trets complexos
Recentment, amb els ràpids augments de les dades genètiques disponibles, els investigadors han començat a caracteritzar millor l'arquitectura genètica de trets complexos. Una sorpresa ha estat l'observació que la majoria dels locus identificats en les arquitectures genètiques de trets complexos es troben en regions no codificants del genoma; per tant, en lloc d'alterar directament les seqüències proteiques, aquestes variants probablement afecten la regulació gènica. Per entendre els efectes precisos d'aquestes variants, s'ha utilitzat el mapatge QTL per examinar les dades de cada pas de regulació gènica; per exemple, el mapatge de dades de seqüenciació d'ARN pot ajudar a determinar els efectes de les variants sobre els nivells d'expressió d'ARNm, que probablement afecten el nombre de proteïnes traduïdes. Una anàlisi completa dels QTL implicats en diversos passos reguladors —activitat del promotor, taxes de transcripció, nivells d'expressió d'ARNm, nivells de traducció i nivells d'expressió de proteïnes— va mostrar que es comparteixen altes proporcions de QTL, cosa que indica que la regulació es comporta com una "cascada ordenada seqüencial" amb variants que afecten tots els nivells de regulació. Moltes d'aquestes variants actuen afectant la unió del factor de transcripció i altres processos que alteren la funció de la cromatina, passos que es produeixen abans i durant la transcripció de l'ARN.

Per determinar les conseqüències funcionals d'aquestes variants, els investigadors s'han centrat en gran part en la identificació de gens clau, vies i processos que condueixen un comportament complex de trets; s'ha suposat que les variants estadísticament més significatives tenen el major impacte en els trets perquè actuen afectant aquests factors clau. Per exemple, un estudi planteja la hipòtesi que existeixen gens limitadors de velocitat fonamentals en la funció de les xarxes de regulació gènica. Altres estudis han identificat els impactes funcionals de gens claus i mutacions sobre trastorns, inclosos l'autisme i l'esquizofrènia. [7] [13] No obstant això, una anàlisi del 2017 de Boyle et al. argumenta que, tot i que existeixen gens que afecten directament trets complexos, les xarxes reguladores estan tan interconnectades que qualsevol gen expressat afecta les funcions d'aquests gens "bàsics"; aquesta idea es va encunyar la hipòtesi "omnigènica". Tot i que aquests gens "perifèrics" tenen efectes petits, el seu impacte combinat supera amb escreix les contribucions dels mateixos gens bàsics. Per donar suport a la hipòtesi que els gens bàsics tenen un paper menor del que s'esperava, els autors descriuen tres observacions principals: l’heretabilitat de trets complexos s'estén àmpliament, sovint uniformement, a tot el genoma; els efectes genètics no semblen estar mediats per una funció específica del tipus cel·lular; i els gens de les categories funcionals rellevants només contribueixen modestament a la heretabilitat que altres gens. Una alternativa a la hipòtesi omnigènica és la idea que els gens perifèrics no actuen alterant gens nuclears sinó alterant estats cel·lulars, com ara la velocitat de la divisió cel·lular o la resposta hormonal.